# Marknad (ekonomi)
Marknad (vanligen i bestämd form marknaden) är en ekonomisk term som syftar på  utbud och efterfrågan av en vara eller en tjänst, till exempel råvarumarknaden. 
Begreppet är idag ofta abstrakt och är närmast att betrakta som en summa av transaktioner. Effektiviteten hos en marknad kan bland annat värderas genom transaktionskostnadernas storlek. Ju högre transaktionskostnader desto sämre marknad och vice versa.